# Периферический миелиновый белок 22
Периферический миелиновый белок 22 (англ. peripheral myelin protein 22, PMP22) — мембранный белок, главный компонент миелина периферической нервной системы.

## Структура и функция
Зрелый белок состоит из 160 аминокислот. Гидрофобный интегральный белок, содержит 4 трансмембранных фрагмента. Синтезируется шванновскими клетками и является основным компонентом миелина в периферической нервной системе. Участвует в развитии периферических нервов.

## Патология
Нарушение функционирования PMP22 приводят к поражению периферических нервов.
Мутации гена PMP22 вызывают несколько наследственых заболеваний: 
- болезнь Шарко — Мари — Тута, тип 1A (наследственная моторная и сенсорная нейропатия IA) и тип 1E
- синдром Дежерин-Сотта (нейропатия Дежерин-Сотта, наследственная моторная и сенсорная нейропатия III)
- воспалительная демиелинизирующая полинейропатия
- наследственная нейропатия HNPP